# جيمس هارمون
جيمس هارمون (بالإنجليزية: James Harmon)‏ هو مصرفي الاستثمار ‏ أمريكي، ولد في 12 أكتوبر 1935 في نيويورك في الولايات المتحدة.